# Пакистанська мусульманська ліга (Н)
Пакистанська мусульманська ліга (Н) (урду پاکستان مسلم لیگ (ن), трансліт. Pākistān Muslim Līg (Nūn) abbr. PML(N) або PML-N) — правоцентристська ліберально-консервативна політична партія Пакистану. 
Разом з Пакистанською Техрік-е-Інсаф (PTI) і Пакистанською народною партією (PPP), це одна з трьох основних політичних партій країни. 
Партію заснував колишній прем’єр-міністр Наваз Шариф після розпуску Ісламсько-демократичного альянсу в 1993 році.
Платформа партії загалом є консервативною, 

що передбачає підтримку вільного ринку, 

дерегулювання, 

зниження податків 

та приватну власність. 

Хоча партія історично підтримувала соціальний консерватизм, в останні роки політична ідеологія та платформа партії стали більш ліберальними щодо соціальних та культурних питань.

Прототипом PML-N була фракція Мусульманської ліги
, 
заснована після виборів 1985 року, коли прем'єр-міністр Пакистану Мухаммад Хан Джунеджо об’єднав прихильників диктатури президента Зія-уль-Хака в єдине ціле — Пакистанську мусульманську лігу. 
Після смерті президента Зія-уль-Хака в 1988 році під керівництвом Фіди Мохаммада Хана велика фракція відокремилася від очолюваної Джунеджо Пакистанської мусульманської ліги і сформувала консервативний союз з різними правими і ісламістськими політичними партіями — Ісламсько-демократичний альянс . 
Альянс сформував уряд в 1990 році під керівництвом Наваза Шарифа. 
В 1993 році альянс розпався, і партія набула нинішнього вигляду, назвавши себе фракцією «Наваз» Пакистанської мусульманської ліги, на відміну від фракції Джунеджо
Після свого заснування PML-N разом з Народною партією домінували в двопартійній політичній системі Пакистану . 
 
Однак після перевороту 1999 року партія майже на десятиліття була затьмарена її власною відколеною фракцією, підтримуваною Мушаррафом Пакистанською мусульманською лігою (К). 
PML-N відновила популярність на виборах 2008 року, коли її обрали як головну опозиційну партію. 
Партія повернувся до влади після виборів 2013 року. 
Проте партія зіткнулася з серйозними проблемами після відставки прем’єр-міністра Наваза Шарифа в 2017 році. 
Кризис посилився, коли Шарифа та його дочку Мар’ям засудили до ув’язнення за звинуваченням у корупції.
Станом на 2022 рік PML(N) має найбільше голосів у парламенті під керівництвом молодшого брата Шарифа Шехбаза. 